# Vulcănești (stație c.f.), Găgăuzia
Vulcănești (stație de cale ferată) este un sat-stație de cale ferată din cadrul orașului Vulcănești din Unitatea Teritorială Autonomă Găgăuzia, Republica Moldova.

## Demografie

### Structura etnică
Structura etnică a localității conform recensământului populației din 2004:
| Grup etnic                    | Populație | % Procentaj |
| ----------------------------- | --------- | ----------- |
| Băștinași declarați Moldoveni | 96        | 35,96%      |
| Găgăuzi                       | 60        | 22,47%      |
| Ucraineni                     | 43        | 16,10%      |
| Ruși                          | 41        | 15,36%      |
| Bulgari                       | 22        | 8,24%       |
| Alții                         | 5         | 1,87%       |
| Total                         | 267       | 100%        |